# Гарибальд (герцог Турина)
Гариба́льд (лат. Garibaldus; итал. Garibaldo; убит в 662, Турин) — лангобардский герцог Турина до 662 года.

## Биография
Единственный исторический источник о Гарибальде — «История лангобардов» Павла Диакона. В этом труде Гарибальд описан как интриган и предатель. Однако точность такой оценки вызывает сомнение: возможно, желая оправдать убийство беневентским герцогом Гримоальдом короля Годеперта, Павел Диакон возложил всю вину за это преступление на Гарибальда. Также предполагается, что сведения Павла Диакона о Гримоальде могли основываться на каком-то устном сказании о событиях, восхвалявших деятельность короля Гримоальда, и поэтому могут быть необъективными.
О происхождении и ранних годах жизни Гарибальда данных не сохранилось. Вероятно, он был выходцем из знатного рода. На основании ономастических данных предполагается, что Гарибальд или принадлежал к Баварской династии правителей Лангобардского королевства, или был в близком родстве с её представителями (в том числе с умершим в 661 году королём Арипертом I и его сыновьями Годепертом и Бертари).
Неизвестно когда, Гарибальд получил Туринское герцогство с согласия одного из лангобардских монархов. Предыдущим упоминающимся в источниках правителем Турина был ставший в 625 или 626 году королём лангобардов Ариоальд.
Достоверно установлено только то, что Гарибальд уже был туринским герцогом в 661 году, когда король Годеперт направил его к герцогу Беневенто Гримоальду. Целью посольства было заручиться поддержкой правителя Беневенто в войне Годеперта с братом Бертари. В обмен Годеперт предложил Гримоальду жениться на своей сестре Теодоте. По свидетельству Павла Диакона, именно благодаря дипломатическим способностям Гарибальда такое соглашение было заключено.
Однако уже вскоре Гарибальд по неуказанным Павлом Диаконом причинам решил содействовать получению Гримоальдом лангобардского престола. Возможно, будучи сторонником сильной королевской власти, герцог Турина желал видеть во главе королевства не неопытных в государственных делах сыновей Ариперта I, а известного своими заслугами человека, каким уже тогда был Гримоальд. Желая поссорить короля и беневентского герцога, Гарибальд первому из них сказал, что Гримоальд готовит убийство монарха, а второму, в свою очередь, поведал, что тот сам является целью запланированного Годепертом убийства. Это стало причиной вражды между королём и беневентским герцогом и в конце концов в 662 году привело к собственноручному убийству Гримоальдом Годеперта в королевском дворце в Павии. После этого Гарибальд предложил герцогу Беневенто самому стать правителем Лангобардского королевства, что тот и сделал. Узнавший об этом Бертари был вынужден бежать из своей столицы Милана в Аварский каганат.
После восшествия Гримоальда на престол Гарибальд сохранил все свои владения, но уже в том же году погиб. Некий «маленький человек», слуга короля Годеперта, желавший отомстить за гибель своего господина, на Пасху 662 года убил Гарибальда в церкви Святого Иоанна Крестителя в тот момент, когда ничего не подозревавший герцог направлялся к купели. Убийце удалось обезглавить Гарибальда до того, как герцогский слуги убили самого нападавшего.
Кто был непосредственным преемником Гарибальда в Туринском герцогстве, в источниках не упоминается. Следующим известным правителем этого владения был Рагинперт, ставший правителем Турина в 671 году.